# Bill Brack
 Bill Brack  va ser un pilot de curses automobilístiques canadenc que va arribar a disputar curses de Fórmula 1.
Va néixer el 26 de desembre del 1935 a Toronto, Ontario, Canadà.

## A la F1
Bill Brack va debutar a la desena cursa de la temporada 1968 (la dinovena temporada de la història) del campionat del món de la Fórmula 1, disputant el 22 de setembre del 1968 el GP del Canadà al circuit de Mont-Tremblant.
Va participar en un total de tres curses puntuables pel campionat de la F1, disputades en tres temporades no consecutives (1968-1969 i 1972) no aconseguint finalitzar cap cursa i no assolí cap punt pel campionat del món de pilots.

## Resultats a la Fórmula 1
| Any! Equip | Xassís                   | Motor | 1        | 2   | 3   | 4   | 5   | 6   | 7   | 8   | 9   | 10     | 11      | 12      | Posició | Punts |   |
| ---------- | ------------------------ | ----- | -------- | --- | --- | --- | --- | --- | --- | --- | --- | ------ | ------- | ------- | ------- | ----- | - |
| 1968       | Gold Leaf Team Lotus     | Lotus | Cosworth | SUD | ESP | MON | HOL | BEL | FRA | GBR | ALE | ITA    | CAN Ret | USA     | MEX     | -     | 0 |
| 1969       | Owen Racing Organisation | BRM   | BRM      | SUD | ESP | MON | HOL | FRA | GBR | ALE | ITA | CAN NC | USA     | MEX     |         | -     | 0 |
| 1972       | Marlboro BRM             | BRM   | BRM      | ARG | SUD | ESP | MON | BEL | FRA | GBR | ALE | AUT    | ITA     | CAN Ret | USA     | -     | 0 |

### Resum
| Curses: | Victòries: | Pòdiums: | Poles: | Voltes ràpides: | Punts: |
| ------- | ---------- | -------- | ------ | --------------- | ------ |
| 3       | 0          | 0        | 0      | 0               | 0      |